# Anomala ritsemae
Anomala ritsemae är en skalbaggsart som beskrevs av Ohaus 1916. Anomala ritsemae ingår i släktet Anomala och familjen Rutelidae. Inga underarter finns listade i Catalogue of Life.